# 맥밀런 TAC-50
맥밀런 TAC-50은 1980년 미국에서 개발한 대물 저격총이다.